# Iren
Iren je  žensko osebno ime.

## Izvor imena
Ime Iren je različica ženskega osebneg imena Irena.

## Pogostost imena
Po podatkih Statističnega urada Republike Slovenije je bilo na dan 31. decembra 2007 v Sloveniji število ženskih oseb z imenom Iren: 20.